# Шкаратан, Овсей Ирмович
Овсе́й И́рмович Шкарата́н (10 ноября 1931, Киев, СССР — 31 июля 2019, Москва) — советский и российский историк и социолог. Один из основоположников российской этносоциологии, социологии неравенства, социологии города. Доктор исторических наук (1969), профессор (1976). Заслуженный деятель науки Российской Федерации (2002).

## Биография
Родился в семье потомка фельдфебеля-кантониста, воевавшего на Шипке. Вырос в Ленинграде. В июне 1941 года эвакуировался из Киева с матерью, Марией Петровной (Павловной) Адамской (1909, Белая Церковь — ?), двумя её сёстрами и сестрой отца в Астрахань (Красный Яр), оттуда в Молотов. Оставшаяся в Киеве семья матери, включая бабушку и дедушку, погибла в Бабьем Яру. Отец, Ирма Овсеевич Шкаратан, который до войны трудился на строительстве метрополитена, был с трестом переброшен на строительство оборонных сооружений под Ленинградом, в том числе Ладожской трассы.
В 1949 году окончил ленинградскую 321 школу (бывшая 1-я Санкт-Петербургская гимназия).
В 1954 году окончил Ленинградский государственный университет им. А. А. Жданова по специальности «историк».
Ординарный профессор кафедры экономической методологии и истории факультета экономики НИУ ВШЭ, заведующий лабораторией сравнительного анализа развития постсоциалистических обществ. Главный редактор журнала «Мир России».
Жена — Неля Борисовна, дочь Мария — экономист в Вашингтоне.

## Основные работы
- Движение рабочей силы на промышленных предприятиях. — М.: Экономика, 1965 (в соавт. с А. Г. Здравомысловым и Л. С. Бляхманом).
- Подбор и расстановка кадров на предприятии. М.: Экономика, 1968 (в соавт. с Л. С. Бляхманом).
- Проблемы социальной структуры рабочего класса СССР (историко-социологическое исследование). М.: Мысль, 1970.
- НТР, рабочий класс, интеллигенция. М.: Политиздат, 1973 (в соавт. с Л. С. Бляхманом)
- Город. Методологические проблемы комплексного социального и экономического планирования. М.: Наука, 1975 (в соавт. с М. В. Борщевским и С. В. Успенским)
- Man at work (co-authored with L.S. Blyakhman). Moscow: Progress Publishers, 1977.
- Промышленное предприятие. Социологические очерки. М.: Мысль, 1978.
- Рабочий и инженер. Социальные факторы эффективности труда (отв. редактор). М.: Мысль, 1985.
- Socialni normativy a socialni planovani. Praha: Práce, 1986 (в соавт.)
- Этносоциальные проблемы города (отв. редактор). М.: Наука, 1986.
- Социальная стратификация. Учебное пособие. — М.: АСПЕКТ-ПРЕСС, 1996 (в соавт. с В. В. Радаевым)
- Work and Welfare in the New Russia (co-authored with N. Manning and N. Tikhonova). Aldershot: Ashgate, 2000.
- Государственная социальная политика и стратегии выживания домохозяйств. М.: Издательский дом ГУ-ВШЭ, 2003 (в соавт. с Н. Мэннингом, Т. Ю. Сидориной, Н. Е. Тихоновой)
- Российский порядок: вектор перемен. М.: ВИТА-Пресс, 2004.
- Этакратизм и российская социетальная система // Общественные науки и современность. 2004. № 4. С. 49-62.
- Социальная стратификация России и Восточной Европы. Сравнительный анализ. М.: Издательский дом ГУ ВШЭ, 2006 (в соавт. с В. И. Ильиным)
- Социально-экономическое неравенство и его воспроизводство в современной России. М.: ОЛМА Медиа Групп, 2009.
- Социология неравенства. Теория и реальность. М.: Издательский дом НИУ ВШЭ, 2012.
- Кастельс, Мануэль : [арх. 21 октября 2022] / Шкаратан О. И. // Канцелярия конфискации — Киргизы. — М. : Большая российская энциклопедия, 2009. — С. 296. — (Большая российская энциклопедия : [в 35 т.] / гл. ред. Ю. С. Осипов ; 2004—2017, т. 13). — ISBN 978-5-85270-344-6.
- Карачаровский В. В., Шкаратан О. И., Ястребов Г. А. Русская культура труда и иностранное влияние / Науч. ред.: О. И. Шкаратан. М. : Страна Оз, 2015.